# Castell de Serola
El Castell de Serola, o de s'Erola, és una edificació defensiva medieval del terme comunal de Canavelles, a la comarca del Conflent, de la Catalunya del Nord.
És dessota del poble de Canavelles, a prop a ponent de les restes de l'església de Sant Pere d'Eixalada i al nord-oest del Castell de Nyòvols.

## Història
Ipsa Erola està documentat des del 957, però del castell no hi ha cap esment fins al 1323, quan Hug de Canavelles prestà jurament per aquest castell a Sanç I de Mallorca. El darrer esment que se'n té és del 1589.

## L'edifici
Molt trinxat, aquest castell mostra encara les restes d'una torre circular, amb una sala annexa. La torre feia 7 metres de diàmetre, per 4 de diàmetre interior, però el poc que se'n conserva no permet deduir gaires coses més. La sala annexa, on es conserva encara una espitllera, La sala arriba a uns 13 metres de llargària, conservada a l'est fins a 3 metres d'alçada. Sembla una construcció a cavall dels segles xi i xii, amb algunes refaccions del XIII.